# Kraftwerk Cavaglia
Das Kraftwerk Cavaglia ist ein Speicherkraftwerk in der Schweiz. Es befindet sich im Kanton Graubünden in der Talschaft Puschlav, in der zur Gemeinde Poschiavo gelegenen Cavaglia-Ebene auf der Südseite des Berninapasses. Die Anlage ist im Besitz des Energieversorgers Repower.
Die Pelton-Turbine der auf einer Höhe von 1706 m ü. M. gelegenen Anlage besitzt eine installierte Leistung von 7 MW. Bei einer Fallhöhe von 216 Metern werden jährlich 18,8 GWh Strom produziert. Das 1927 fertiggestellte Kraftwerk wird über eine Druckrohrleitung vom 1923 m ü. M. hoch gelegenen Lago Palü aus versorgt, wo sich der Abfluss des Kraftwerks Palü und das an der Ostflanke des Piz Palü anfallende Oberflächenwasser sammeln. Nachdem das Wasser in der Stufe Cavaglia seine Arbeit verrichtet hat, wird es dem Kraftwerk Robbia zugeführt.
Die von Repower seit 2002 regelmässig angebotenen Führungen durch die Kraftwerke Palü und Cavaglia schliessen auch eine Fahrt mit der Stollenbahn mit ein. Dabei handelt es sich um eine 800 Meter lange Standseilbahn, welche die beiden Kraftwerke miteinander verbindet. Sie besitzt eine Spurweite von 600 mm und bewältigt bei einer Maximalneigung von 71 % einen Höhenunterschied von 248 Metern.